# Batalla de la isla Ramree
La Batalla de la Isla Ramree fue un conflicto bélico que se libró durante seis semanas entre enero y febrero de 1945, como parte de la ofensiva del 14º Ejército Británico en el Frente del Sur de la Campaña de Birmania (1944-1945) durante la Segunda Guerra Mundial. 
Esta batalla también es conocida porque supuestamente varios cientos de soldados japoneses fueron atacados y devorados por miles de cocodrilos de agua salada en los pantanos del interior de la isla.

## Historia previa
La isla birmana de Ramree fue capturada junto con el resto del sur de Birmania, durante las primeras fases de la Campaña de Birmania (o Campaña de Burma), por el rápido avance del Ejército Imperial de Japón en 1942. 
En enero de 1945, los aliados iniciaron las operaciones para recuperar Ramree y su vecina Cheduba, con la intención de construir en ellas bases aéreas que serían abastecidas por vía marítima.  El interés en la isla radicaba en el establecimiento de un aeródromo y la prospección para la obtención de derivados del petróleo en el lugar.

## Batalla

Un batallón británico del HMS Kenya desembarca en Cheduba.

La batalla comenzó con la Operación Matador, un asalto anfibio para capturar el estratégico puerto de Kyaukpyu –situado en el extremo septentrional de la isla de Ramree, al sur de Akyab a lo largo de la bahía de Hunter– y el vital aeródromo cerca del puerto. El reconocimiento llevado a cabo el 14 de enero de 1945 mostró fuerzas japonesas emplazando cañones para evitar el desembarco en las playas, por lo que la Marina Real asignó un acorazado y un portaaviones de escolta para proporcionar apoyo naval a la fuerza de operaciones.
El 21 de enero, una hora antes de que la 71.ª Brigada India desembarcara, el acorazado Queen Elizabeth abrió fuego con su batería principal mientras que aviones del portaaviones de escolta Ameer actuaban como observadores. El crucero ligero Phoebe también se sumó al bombardeo, junto con B-24 Liberators y P-47 Thunderbolts del 224º escuadrón de la RAF, (bajo el mando del Cuartel General de la RAF para Birmania y Bengala), que bombardearon las playas. Las tropas de asalto desembarcaron sin encontrar resistencia y aseguraron la cabeza de playa; al día siguiente desembarcó la 4ª División India de Infantería. 
El 26 de enero en la Operación Sankey, tropas de la Infantería de Marina Real desembarcaron en la isla de Cheduba, que se encuentra al sur de Ramree, para encontrarse con que no estaba ocupada por los japoneses. En Ramree la guarnición japonesa opuso una feroz resistencia. Desembarcaron las brigadas indias 4ª, 26ª, 36.ª y 71.ª, con apoyo de la RAF y de la Infantería de Marina. Cuando la Infantería de Marina flanqueó un punto fuerte japonés, los novecientos defensores del mismo abandonaron la base y fueron a unirse a un batallón mayor de soldados japoneses realizando un escape a través de la isla. La ruta obligó a los japoneses a cruzar 16 kilómetros de manglares infestados de cocodrilos y alimañas. 

## Ataques de cocodrilos
Mientras trataban de abrirse paso por los espesos bosques, las fuerzas británicas rodearon la zona. 
Atrapados en el barro, los japoneses empezaron pronto a sufrir los efectos de las enfermedades tropicales, pero peor aún fue la presencia de un gran número de escorpiones, mosquitos tropicales y miles de cocodrilos de agua salada que supuestamente devoraron a los soldados, entre 650 y 1000 perecieron destrozados por los reptiles.

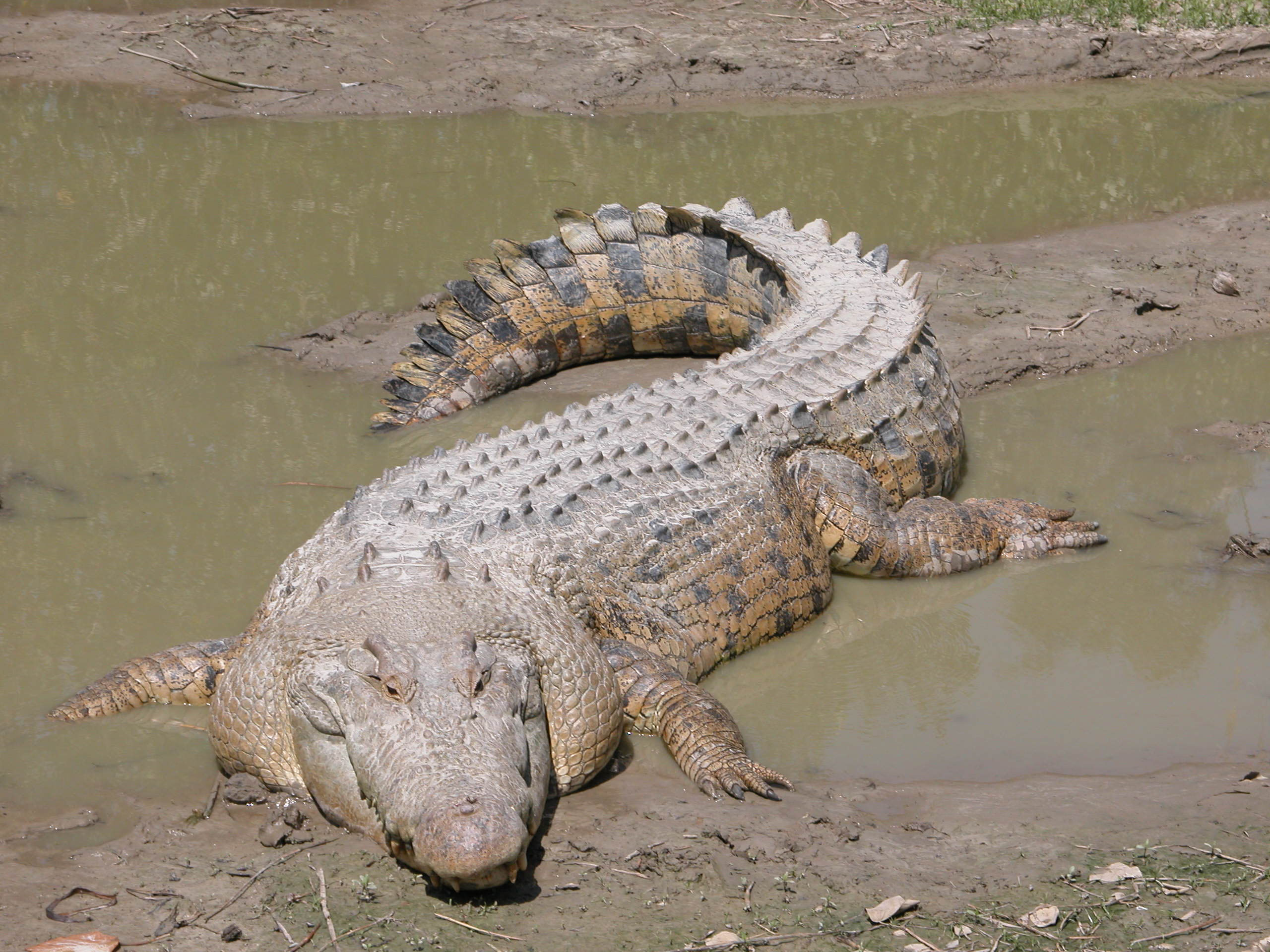
Un cocodrilo de agua salada (Crocodylus porosus), el más grande de todos los reptiles.

Los repetidos llamamientos de los británicos a los japoneses para que se rindieran ante ese escenario fueron ignorados: la infantería de marina que rodeaba el perímetro abatía a todo japonés que intentaba escapar, mientras que en el pantanal cientos de soldados murieron por falta de alimentos o de agua potable. Algunos, incluido el naturalista Bruce Wright, afirmaron que los cocodrilos atacaron y devoraron a numerosos soldados:

Esa noche (la del 19 de febrero de 1945) fue la más horrible que cualquiera de la dotación de la ML [lanchón de desembarco de la infantería de marina] haya visto nunca. Entre el esporádico sonido de los disparos podían oírse los gritos de los hombres heridos, aplastados en las fauces de los enormes reptiles, y el vago, inquietante y alarmante sonido de los cocodrilos girando creaba una cacofonía infernal que rara vez se ha igualado en la Tierra. Al amanecer llegaron los buitres para limpiar lo que los cocodrilos habían dejado... Del alrededor de 1000 soldados japoneses que entraron en los pantanos de Ramree, sólo unos 20 fueron encontrados con vida.

Las afirmaciones de Wright han sido puestas en duda por historiadores. Entrevistas realizadas a ancianos residentes de Ramree niegan que los cocodrilos atacaran a los asediados soldados japoneses. Cuando los británicos penetraron en el pantano, de los 900 soldados que en un principio habían huido hacia el pantano, capturaron sólo una veintena de ellos, gravemente heridos y debilitados. En total, alrededor de 500 soldados japoneses supuestamente escaparon de Ramree a pesar del intenso bloqueo dispuesto para detenerlos. El medio o forma del escape es desconocido por tanto se supone como fin alternativo la tragedia del ataque de los cocodrilos de mar.